# تونتشو تونتشيف
تونتشو تونتشيف (بالبلغارية: Тончо Тончев)‏ (مواليد 1 ديسمبر 1972) هو ملاكم بلغاري، مثّل بلاده في الألعاب الأولمبية الصيفية في دورتي 1992 و1996.

## روابط خارجية
تونتشو تونتشيف على موقع بوكس ريك (الإنجليزية) (registration required)
- تونتشو تونتشيف على موقع أوليمبيديا (الإنجليزية)